# Billancourt (Somme)
Billancourt é uma comuna francesa na região administrativa de Altos da França, no departamento de Somme. Estende-se por uma área de 4,95 km². Em 2010 a comuna tinha 173 habitantes (densidade: 34,9 hab./km²).